# کیسه رویانی

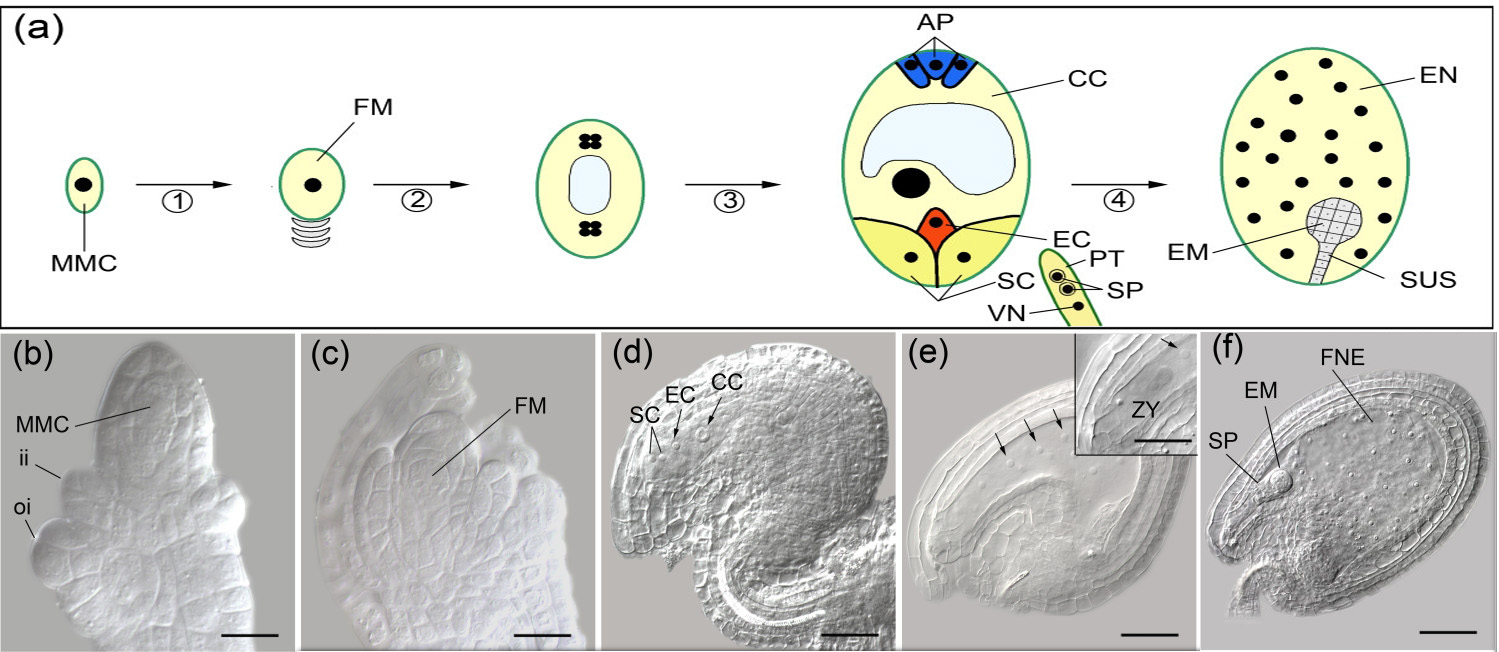
توسعه مگاگامتوفیت و لقاح در رشادی گوش‌موشیMMC - یاخته مادر بزرگ‌هاگ؛ FM - بزرگ‌هاگ عملکردی؛ AP - سلول‌های ضد پایه؛ CC - سلول مرکزی؛ EC - سلول تخمک؛ SC - سلول هم‌افزایی؛ PT - لوله گرده؛ SP - اسپرم؛ VN - هسته رویشی؛ EM - جنین؛ EN - درون‌دانه؛ SUS - آویزگر

کیسه رویانی (انگلیسی: Embryonic sac)، یا یاخته مادر بزرگ‌هاگ یا مگاسپوروسیت یک سلول دیپلوئیدی در گیاهان است که در آن میوز رخ می‌دهد و در نتیجه چهار بزرگ‌هاگ هاپلوئید تولید می‌شود. حداقل یکی از هاگ‌ها به گامتوفیت ماده هاپلوئید (مگاگامتوفیت) تبدیل می‌شود. یاخته مادر بزرگ‌هاگ در داخل بافت بزرگ‌هاگدان ایجاد می‌شود. در گیاهان گل‌دار به بزرگ‌هاگدان، هسته نیز گفته می‌شود و گامتوفیت ماده گاهی کیسه جنینی نامیده می‌شود.

## فرآیندهای توسعه
دو فرایند مجزا در تولید مگاگامتوفیت از یاخته مادر بزرگ‌هاگ دخیل است:
- مگاسپوروژنز، تشکیل بزرگ‌هاگ‌ها در بزرگ‌هاگدان (nucellus) توسط میوز
- مگاگامتوژنز؛ توسعه بزرگ‌هاگ(ها) به مگاگامتوفیت(ها) که حاوی گامت است.[۲]

در بازدانگان و اکثر گیاهان گل‌دار، تنها یکی از چهار بزرگ‌هاگ در زمان بلوغ عملکرد دارد و سه تای دیگر به زودی تحلیل می‌روند. بزرگ‌هاگ که باقی می‌ماند به‌صورت میتوزی تقسیم می‌شود و به گامتوفیت تبدیل می‌شود که در نهایت یک سلول تخم تولید می‌کند.[۲] در رایج‌ترین نوع رشد مگاگامتوفیت در گیاهان گل‌دار (نوع علف هفت‌بند)، سه بخش میتوز در تولید گامتوفیت نقش دارند که دارای هفت سلول است که یکی از آنها (سلول مرکزی) دارای دو هسته است که بعداً با هم ترکیب می‌شوند و یک هسته دیپلوئید می‌سازند.
در گیاهان گل‌دار، باروری دوتایی اتفاق می‌افتد، که شامل دو اسپرم است که دو گامت داخل مگاگامتوفیت (سلول تخمک و سلول مرکزی) را بارور می‌کنند تا جنین و درون‌دانه تولید شود.

## میوز
در رشادی، پروتئین‌های مرتبط با اکتین، میوز ماده را با تعدیل بیان ژن میوز در یاخته مادر بزرگ‌هاگ تنظیم می‌کنند. یکی از ژن‌های کلیدی که بیان آن تنظیم می‌شود، دی‌ام‌سی‌وان (DMC1) است، ژنی که نقش مرکزی را در واکنش‌های تبادل رشته‌ای در ترمیم نوترکیبی میوز ایفا می‌کند.